# 渡辺紘三
渡辺 紘三（旧字体：渡邊 紘三、わたなべ こうぞう、1942年（昭和17年）1月28日 - 2007年（平成19年）9月16日）は、日本の政治家。自由民主党の衆議院議員。
同じ派閥で名の読みが同じ渡部恒三が会津のケネディと呼ばれたのに対し、越山会のスポークスマンと呼ばれた。

## 来歴・人物
渡邊良夫の三男として生まれる。新潟県北蒲原郡黒川村（現・胎内市）に本籍があり、現在の新発田市紫雲寺地区で幼少期を過ごした。早稲田高等学校を中退後、新潟県内の会社に勤務していたが兄の渡辺肇の引退を受け、1972年（昭和47年）第33回衆議院議員総選挙に旧・新潟2区から自由民主党公認で出馬し初当選（当選同期に小泉純一郎・加藤紘一・山崎拓・石原慎太郎・村岡兼造・保岡興治・瓦力・三塚博・越智通雄・野田毅・深谷隆司など）。
その後、県内の阿賀野川流域北部を地盤として連続6回当選している。党内では同郷の田中角栄元首相率いる最大派閥の田中派に属し、第1次大平内閣・建設政務次官、鈴木善幸内閣・郵政政務次官、衆議院逓信委員長などを歴任した。創世会が設立された際には田中角栄への配慮などから旧田中派内で中立系の立場を取ったが、竹下登が自由民主党総裁選挙に出馬した際には推薦人に加わり、1987年（昭和62年）10月に経世会入りした。糖尿病を患って入退院を繰り返し、1990年（平成2年）の第39回総選挙に出馬せず引退した。2007年9月16日、持病の糖尿病などが悪化し東京都新宿区内の病院にて65歳で逝去した。
実業界では (株) 大志 を設立し社長を務めた。